# 弹跳音乐
弹跳音乐（英語：Bounce Music），是电子音乐中一种舞曲风格。该舞曲风格主要参杂了Dubstep等曲风，也是电音中流行的一种。与浩室类似